# Liste der Baudenkmäler im Bonner Ortsteil Schweinheim
Die folgende Liste enthält in der Denkmalliste ausgewiesene Baudenkmäler auf dem Gebiet des Bonner Ortsteils Schweinheim im Stadtbezirk Bad Godesberg.
Hinweis: Die Reihenfolge der Denkmäler in dieser Liste orientiert sich an den Straßennamen und ist alternativ nach Hausnummern, Denkmallistennummer oder Bezeichnung sortierbar.
Basis ist die offizielle Denkmalliste der Stadt Bonn (Stand: 15. Januar 2021), die von der Unteren Denkmalbehörde geführt wird. Grundlage für die Aufnahme in die Denkmalliste ist das Denkmalschutzgesetz Nordrhein-Westfalens.
| Bild                     | Bezeichnung                                                  | Lage                              | Beschreibung                                      | Bauzeit | Eingetragen seit | Denkmal- nummer |
| ------------------------ | ------------------------------------------------------------ | --------------------------------- | ------------------------------------------------- | ------- | ---------------- | --------------- |
|                          |                                                              | Am Burgfriedhof 1 Karte           |                                                   |         |                  | A 1740          |
|                          |                                                              | Am Burgfriedhof 3 Karte           |                                                   |         |                  | A 1729          |
|                          |                                                              | Freier Weg 6 Karte                |                                                   |         |                  | A 229           |
| weitere Bilder           | Gut Marienforst, einschließlich Hausnummer 52 Villa „Engels“ | Marienforster Straße 50 Karte     |                                                   |         |                  | A 227           |
| BW                       | Villa „Engels“                                               | Marienforster Straße 52 Karte     |                                                   | 1883    |                  | A 227           |
| Steinwegekreuz Godesberg | Steinwegekreuz Godesberg                                     | Waldburgstraße vor Nummer 2 Karte |                                                   | 1719    |                  | A 2420          |
| weitere Bilder           | Pestkapelle                                                  | Waldburgstraße 32a Karte          | „St. Sebastianuskapelle“; Architekt: Karl Schwarz | 1914    |                  | A 2361          |
|                          |                                                              | Waldburgstraße 46 Karte           |                                                   |         |                  | A 1364          |
|                          |                                                              | Waldburgstraße 48 Karte           |                                                   |         |                  | A 1363          |
| weitere Bilder           | Wasserturm                                                   | Waldstraße o.N. Karte             |                                                   | 1905    | November 1984    | A 688           |